# 745 Mauritia
745 Mauritia este o planetă minoră (asteroid), cu un diametru de 24,711 km, din centura de asteroizi. A fost descoperită pe 1 martie 1913 la Observatorul Königstuhl de Franz Kaiser⁠(d). 
Obiectul prezintă o orbită caracterizată de o semiaxă mare de 3,2575483284716 UAi, o excentricitate de 0,043200546708596, o înclinație de 13,354 ° în raport cu ecliptica.